# ليونيل إيفرارد نابير
ليونيل إيفرارد نابير (بالإنجليزية: Lionel Everard Napier)‏‏ (9 أكتوبر 1888 - 15 ديسمبر 1957) طبيب مناطق حارة بريطاني وأستاذ في طب المناطق الحارة، اشتهر بكتابه المدرسي لعام 1946 مبادئ وممارسات طب المناطق الحارة (بالإنجليزية: Principles and Practice of Tropical Medicine)‏ وكتابه عام 1923، الذي شارك في تأليفه إرنست موير، كالا آزار: دليل للطلاب والممارسين.

## الجوائز والتكريمات
- 1940 — زميل الكلية الملكية للأطباء[4]
- 1942 — وسام الإمبراطورية الهندية